# 彭义斌
彭义斌（？—1225年），金朝末年红袄军领袖。
彭义斌开始跟随刘二祖抗金，刘二祖被俘杀后，跟随李全。嘉定十一年（1218年），随李全投宋朝，官居统制。嘉定十五年（1222年），克服山东诸州县，北上抵御蒙古军。因为李全想割据山东，投靠蒙古，彭义斌和他决裂。宝庆元年（1225年），彭义斌在恩州（今山东省平原县）击败李全进攻。北征真定府（今河北省正定县），在五马山（今河北省赞皇县）败于蒙古军，被俘，不屈而死。